# Mœbius (revue)
Pour les articles homonymes, voir Moebius.
Mœbius est une revue littéraire québécoise de critique et de création fondée en 1977 par Pierre DesRuisseaux, Raymond Martin et Guy Melançon. La revue paraît quatre fois par année.

## Historique
La revue Moebius est publié pour la première fois en 1977 par les éditions Triptyque, fondées la même année par Pierre DesRuisseaux (éditeur), Raymond Martin (imprimeur et typographe) et Guy Melançon (artiste-peintre). La revue est alors la seule publication de la maison d'édition. En 1980, avec l'arrivée de Robert Giroux dans l'équipe, la revue propose un thème précis pour chaque numéro sans pour autant s'identifier à une idéologie particulière. De 1980 à 2016, Robert Giroux a œuvré comme directeur de Triptyque et de la revue Mœbius.
Intégrée au Groupe Nota Bene en 2016 tout en conservant son autonomie, la revue Mœbius met en place un comité de rédaction indépendant qui se réunit pour la première fois l'hiver de la même année afin de préparer la parution du premier numéro avec la nouvelle maquette, lequel sort en février 2017 : il s'agit du cent cinquante-deuxième numéro, « Sel », « cheveux la critique » (citation-thème tirée de Le corps encaisse, de Roger DesRoches).
Ce premier comité de rédaction est formé de Jeannot Clair, Marc-André Cholette-Héroux, Roxane Desjardins, Clara Dupuis-Morency, Jean-Philippe Michaud, Laurance Ouellet Tremblay, Chloé Savoie-Bernard et Karianne Trudeau Beaunoyer. Nicholas Dawson, Gabrielle Giasson-Dulude, Baron Marc-André Lévesque, Karine Rosso et Olivia Tapiero feront également partie, plus tard, du comité de rédaction de la revue. Marie-Julie Flagothier et Karine Rosso assureront tour à tour la direction, puis Karianne Trudeau Beaunoyer et Jeannot Clair assureront tour à tour la rédaction en chef de Mœbius.
Depuis le changement de direction, l'identité visuelle de Mœbius est réinventée. En plus de la nouvelle maquette, les couvertures sont désormais signées par un ou une artiste en résidence pour l’année. La forme des thèmes change également alors que ceux-ci sont maintenant présentés sous la forme d’une citation tirée d’une œuvre littéraire.

### Ligne éditoriale
Mœbius est une revue littéraire proposant des textes de fiction, de la poésie, des essais, du théâtre, des critiques littéraires ainsi qu'une rubrique épistolaire. Elle est un lieu de prise de parole qui valorise la perméabilité des tons et des genres littéraires. Mœbius publie des textes en prose et en vers, ainsi que des textes se situant entre l’essai et la critique littéraire, dans un esprit d’hybridation et de subjectivité[réf. nécessaire].
Mœbius se démarque donc par son éclectisme tout en réunissant des textes provenant d'auteurs établis ou émergents. Elle représente ainsi pour plusieurs écrivains et écrivaines une étape intermédiaire vers la publication d'un ouvrage plus important. Pour les écrivains et les écrivaines plus expérimentés, il s'agit d'un lieu pour publier des travaux en cours.
Mœbius s'est ainsi donné pour mission de constituer un creuset pour l'expérimentation de nouvelles formes, voire une fenêtre unique sur ceux et celles qui créent la littérature d’aujourd'hui et de demain.

## Comité de rédaction et contributeurs

### Membres actuels
Malika Rafa assure actuellement la direction de la revue et Olivia Tapiero la rédaction en chef. Le comité de rédaction est actuellement composé de Jennifer Bélanger, Lula Carballo, Laura Doyle Péan, Maude Lafleur et Alex Noël.

### Anciens rédacteurs en chef
- Karianne Trudeau Beaunoyer
- Jeannot Clair
- Nicholas Dawson

### Anciens directeurs
- Robert Giroux
- Marie-Julie Flagothier
- Karine Rosso
- Valérie Savard

## Rubriques
Les rubriques regroupent des textes publiés sur invitation, qui viennent bonifier la douzaine de textes du dossier thématique, écrits par la communauté d'écrivains et d'écrivaines du Québec et de la francophonie en réponse à une citation littéraire [réf. nécessaire].
Deux des rubriques actuelles sont un héritage de l'ancienne forme de la revue : « les yeux fertiles » est consacrée à la critique littéraire et culturelle d’ouvrages récents et « lettre à un écrivain vivant » ou « lettre à une écrivaine vivante » permet à des auteurs et auteures, sous la forme d’une correspondance, d'écrire un texte s’adressant à un écrivain actuel publiant en langue française.
La rubrique « texte en mémoire » était publiée une fois l’an: elle reprenait un texte d’un auteur marquant suivi ou précédé d’un commentaire. Cette rubrique a aujourd'hui été remplacée par la « rubrique du fonds ». Celle-ci permet aux copilotes de chaque numéro de faire redécouvrir un texte issu de la longue histoire de Mœbius, un texte qui entre en dialogue avec les textes contemporains.
La rubrique « penser la création » permet à un écrivain ou une écrivaine de consigner dans la revue sa vision de la pratique d'écriture.

## Résidences de création
Depuis la refonte de la revue en 2017, Mœbius accueille chaque année une ou un artiste en résidence qui crée la couverture des quatre numéros.
Les artistes en résidence :
- 2023 : Eruoma Awashish
- 2022 : Manuel Mathieu
- 2021 : Awa Banmana
- 2020 : Éléonore Goldberg
- 2019 : Julie Delporte
- 2018 : Marin Blanc
- 2017 : Pascaline Lefebvre

Depuis 2018, Mœbius accueille également chaque année une écrivaine ou un écrivain en résidence qui signe une suite (prenant la forme d'une rubrique) de quatre textes.
Les écrivaines et écrivains en résidence :
- 2023 : Maryse Andraos
- 2022 : Marie-Célie Agnant, « L'épopée interminable des siècles sans lumière »
- 2021 : Ouanessa Younsi, « La psychiatre »
- 2020 : Yara El-Ghadban, « Manifestes avant l'aube »
- 2019 : Lucile de Pesloüan, « Ce que je redoute le plus, parfois, c'est la mort de l'imagination »
- 2018 : Simon Brousseau, « Les idées ne viennent jamais seules : réflexions sur l'écriture »

## Mœbius-balado
Pour mieux poursuivre la mission de Mœbius qui est de favoriser la réflexion sur la création littéraire, Mœbius-balado accompagne, depuis les numéros 162 et 163, chacune des parutions de la revue. Des discussions entre les copilotes des numéros, des entrevues avec les artistes, écrivaines et écrivains, puis des lectures y sont présentées .
Ce projet est issu d'une collaboration entre la revue et Littérature québécoise mobile (LQM), un partenariat financé par le Conseil de recherches en sciences humaines du Canada (CRSH) et dont les pôles de coordination sont situés à l'Université du Québec à Montréal et à l'Université Laval. Les épisodes de cette baladodiffusion sont disponibles pour écoute dans l'audiothèque de l'application web Opuscules et sur les plateformes Anchor.fm et Spotify.

## Prix remis par la revue

### Prix du public – Mœbius
En 2017, avec la refonte de la revue, le Prix de la bande à Mœbius devient le Prix du public – Mœbius. Ce prix, qui récompense le meilleur texte paru dans la revue au cours de l’année, est désormais entre les mains des lectrices et des lecteurs.
Les lauréates et lauréats de ce prix :
- 2022 : Sarah Boutin
- 2021: Marion Bacci[22]
- 2020 : Maxime Brillon[23]
- 2019 : Cato Fortin[24]
- 2018 : Camille Readman Prud'homme
- 2017 : Benjamin Gagnon-Chainey

### Prix de la Bande à Mœbius
Le Prix de la bande à Mœbius, remis lors du Salon du livre de Montréal, a récompensé pendant 17 ans le meilleur texte paru dans la revue au cours de l'année.
Les lauréates et lauréats de ce prix[réf. nécessaire] :
- 2015 : Stéphane Gauthier
- 2014 : Julie Lebrun
- 2013: Olivier Gamelin
- 2012 : Élisabeth Chlumecky
- 2011 : Jean-Marc Desgent
- 2010 : Suzanne Myre
- 2009 : Roger Des Roches
- 2008 : Robert Lévesque
- 2007 : Michaël La Chance
- 2006 : Carmen Strano
- 2005 : Éric McComber
- 2004 : Marie Hélène Poitras
- 2003 : André-Guy Robert
- 2002 : Patrick Nicol
- 2001 : Luc LaRochelle
- 2000 : Pierre Manseau
- 1999 : Jean-Pierre Girard

## Prix et honneurs
- 2006 : Prix Félix-Antoine-Savard de poésie, pour le poème « Or je suis d'ici » par Raoûl Duguay dans Mœbius no 106.
- 2008 : Prix Félix-Antoine-Savard de poésie, pour la suite poétique intitulée « Cadences » par Marcel Labine dans Mœbius no 116.
- 2013 : Prix d'excellence de la SODEP, catégorie Prix de création en poésie pour « L’hiver, c’était l’être disparu ou l’être pas assez » par Jean-Marc Desgent dans Mœbius no 132[25].
- 2013 : Prix d'excellence de la SODEP, catégorie Prix de création en prose pour « Please Don’t Pass Her By » par Stéphanie Pelletier dans Mœbius no 133[25].
- 2015 : Prix d'excellence de la SODEP, catégorie Prix de création en poésie pour « Mon fracas, ma boréale » par Julia Pawlowicz dans Mœbius no 143[26].
- 2021 : Prix d'excellence de la SODEP, catégorie Prix voix de la relève pour « Pour Amanda » par Clara Lamy dans Mœbius no 166[25].
- 2021 : Prix d'excellence de la SODEP, catégorie Prix revue de l'année[25].
- 2022 : Prix d'excellence de la SODEP, catégorie Création littéraire pour « Les papillons de nuit » par Mélissa Verreault dans Mœbius no 172[25].